# Abdullah Yılmaz (Skilangläufer)
Abdullah Yılmaz (* 18. März 1961 in Ağrı) ist ein ehemaliger türkischer Skilangläufer. 

## Werdegang
Yılmaz trat international erstmals bei den Olympischen Winterspielen 1988 in Calgary in Erscheinung. Dort belegte er den 79. Platz über 30 km klassisch und den 77. Rang über 15 km klassisch. Bei den nordischen Skiweltmeisterschaften 1991 im Val di Fiemme lief er auf den 84. Platz über 15 km Freistil, auf den 80. Rang über 10 km klassisch und auf den 19. Platz mit der Staffel. Im folgenden Jahr errang er bei den Olympischen Winterspielen in Albertville den 102. Platz über 10 km klassisch.

## Teilnahmen an Weltmeisterschaften und Olympischen Winterspielen

### Olympische Spiele
- 1988 Calgary: 77. Platz 15 km klassisch, 79. Platz 30 km klassisch
- 1992 Albertville: 102. Platz 10 km klassisch

### Nordische Skiweltmeisterschaften
- 1991 Val di Fiemme: 19. Platz Staffel, 80. Platz 10 km klassisch, 84. Platz 15 km Freistil